# Janne Müller-Wieland
Janne Müller-Wieland (Hamburgo, 28 de octubre de 1986) es una exjugadora alemana de hockey sobre césped.

## Trayectoria
Müller-Weiland debutó en la selección alemana en el año 2006. Tuvo su debut olímpico en Pekín 2008. En Río 2016 venció, en el partido por el tercer lugar, a Nueva Zelanda y obtuvo la medalla de bronce.